# صنار
صنار در تداول عامه، مخفف صد دینار است و سکه‌ای از جنس مس معادل دو شاهی یا صد دینار که سال‌ها رایج بود.
تاریخ انتشار آن به‌طور دقیق معلوم نیست، ولی آنچه مسلم است این‌که در سال ۱۳۱۹ ق جریان داشته، سپس طبق پیش‌نهاد شماره ۲۲۷۷ وزارت دارایی و تصویب‌نامه هیئت وزیران ۱۶/۱/۳۱ از اول تیرماه ۱۳۱۶ ش از جریان خارج شده است، ولی ادامه جریانش تا سال‌های ۱۳۲۴ و ۱۳۲۵ ق باقی بوده است.